# Après l'orage (album)
Pour les articles homonymes, voir Après l'orage.
Albums de Sages Poètes de la Rue
Jusqu'à l'amour
(1998) Trésors enfouis
(2005)
Après l’orage est le troisième album des Sages Poètes de la Rue.

## Liste des titres
| No  | Titre                                            | Musique                 | Auteur                                   | Durée |
| --- | ------------------------------------------------ | ----------------------- | ---------------------------------------- | ----- |
| 1.  | Après l'orage                                    | Gutsy                   | Zoxea, Dany Dan, Melopheelo              | 4:30  |
| 2.  | Les gangsters boivent à l'œil (avec Gary Cooper) | Melopheelo, Madonna     | Zoxea, Dany Dan, Melopheelo              | 4:36  |
| 3.  | Oublie moi                                       | Madizm                  | Zoxea, Dany Dan, Melopheelo              | 3:40  |
| 4.  | Dis-moi la vérité (avec Nuttea)                  | Melopheelo - Zoxeakopat | Zoxea, Dany Dan, Melopheelo, Nuttea      | 4:16  |
| 5.  | Thugs (avec Nysay & Kool Shen)                   | Sec Undo                | Zoxea, Dany Dan, Kool Shen, Salif, Exess | 5:36  |
| 6.  | Tout le monde fait Oh                            | Akhenaton               | Zoxea, Dany Dan, Melopheelo              | 4:25  |
| 7.  | Coup de gueule                                   | Madizm                  | Zoxea, Dany Dan, Melopheelo              | 4:22  |
| 8.  | Masters                                          | Zoxeakopat              | Zoxea, Dany Dan, Melopheelo              | 4:23  |
| 9.  | Veux tu coucher ?                                | Madizm                  | Zoxea, Dany Dan, Melopheelo              | 3:35  |
| 10. | J'fais péter                                     | Melopheelo              | Dany Dan, Melopheelo                     | 3:34  |
| 11. | Comment tu veux que j'taffe ? (avec Safir)       | Zoxeakopat              | Zoxea, Safir                             | 5:43  |
| 12. | No One to care                                   | Melopheelo              | Zoxea, Dany Dan, Melopheelo              | 4:41  |
| 13. | Leçon de vie (pour avancer)                      | Zoxeakopat              | Zoxea, Dany Dan                          | 4:36  |

La chanson Les gangsters boivent à l'œil contient un sample de Everybody de Madonna.